# 거제중앙중학교
거제중앙중학교(巨濟中央中學校)는 대한민국 경상남도 거제시 고현동에 있는 공립 중학교이다.

## 학교 연혁
- 1998년 3월 1일 : 거제중앙중학교 설립
- 1998년 3월 5일 : 제1회 입학식
- 1998년 10월 9일 : 현 교사로 이전
- 2023년 1월 4일 : 제23회 졸업식(졸업생 349명) 총 졸업생수 8,687명
- 2023년 3월 1일 : 제9대 김성희 교장 취임
- 2023년 3월 2일 : 2023학년도 입학식(신입생 370명)

## 참고 자료
- 거제중앙중학교 - 한국교육학술정보원 학교알리미